# Alparslan Yenal
Alparslan Yenal (* 1935 in Izmir) ist ein türkischer Politikwissenschaftler.
Yenal lebt seit 1954 in der Bundesrepublik Deutschland, wo er Wirtschafts- und Politikwissenschaften in Darmstadt und in Berlin studierte. Nach Abschluss der Studien war er ab 1965 zunächst an der Freien Universität Berlin tätig. Von 1969 bis 1974 beriet er Unternehmen in der Türkei.
Alparslan Yenal ist am Otto-Suhr-Institut der Freien Universität Berlin als außerplanmäßiger Professor tätig und hat eine Honorarprofessur an der Universität Leipzig. Schwerpunkte seiner Tätigkeit sind die Weltwirtschaft, die europäische Integration, türkische Wirtschaft und Politik. Yenal ist zudem an Stiftungsuniversitäten in Istanbul tätig.
| Personendaten    | Personendaten                     |
| ---------------- | --------------------------------- |
| NAME             | Yenal, Alparslan                  |
| KURZBESCHREIBUNG | türkischer Politikwissenschaftler |
| GEBURTSDATUM     | 1935                              |
| GEBURTSORT       | Izmir                             |